# Leiopsammodius placidus
Leiopsammodius placidus är en skalbaggsart som beskrevs av Schmidt 1911. Leiopsammodius placidus ingår i släktet Leiopsammodius och familjen Aphodiidae. Inga underarter finns listade i Catalogue of Life.